# تشارلز هوارد ووكر
تشارلز هوارد ووكر (بالإنجليزية: Charles Howard Walker)‏ هو مهندس معماري أمريكي، ولد في 1857، وتوفي في 1936.